# Acylophorus acufer
Acylophorus acufer  (лат.) — вид жуков-стафилинид из подсемейства Staphylininae. 

## Распространение
Южная Африка: Ботсвана и Намибия.

## Описание
Мелкие жуки с вытянутым телом, длина от 5,5 до 6,5 мм. Основная окраска чёрная и коричневая, ноги светлее, красноватые. Голова мелкая, блестящая. Пронотум в 2,1 раза шире головы; в 1,2 раз шире своей длины, блестящий. Надкрылья сильно поперечные, в 1,7 раз шире своей длины. Вид был впервые описан в 2012 году и назван acufer («носитель игл») по признаку строения гениталий.